# Соххы
Соххы (хак. сӧӧк Соххы) — Сеок (род) хакасской субэтнической группы качинцев.

## Происхождение
По хакасским преданиям, сеок Соххы произошёл от легендарных героев — девушки-богатырши Паян-хыс и основателя сеока Пюрют богатыря Ир-Тохчына.
Сеок Соххы составлял административный род Кубанов Качинской степной думы, куда входило 30 фамилий. Административный род был назван по имени предка (обеке) Хубану.

## Деление
Сеок Соххы имеет несколько подразделений:
- Ах Соххы (22 различные фамилии: Коковы)
- Кок Соххы (Борожаковы, Сабуровы, Спирины)
- Хара Соххы (четыре различные фамилии)
- Хасха Соххы (Капчигашевы)
- Сартах Соххы (часть Коковых)

## Состав
Фамилии, входящие в состав сеока Соххы:
- Аев
- Алжибаев
- Бобылдеев
- Борожаков
- Борзов
- Додонков
- Итегенев
- Капчигашев
- Карандеев
- Киштымов
- Коков
- Коконов
- Конгаров
- Курдяшов
- Куртияков
- Покоянов
- Сабуров
- Созоров
- Спирин
- Таланбаев
- Танзыбаев
- Тогунаев
- Толстухин
- Тугарин
- Чубугин
- Щукин
- Юшков
- и др.